# Дармштат
Дармштат град је и општина у немачкој савезној држави Хесен. Има 142.310 становника (2010). Познат је по високој технологији, универзитету и бројним институтима. У Дармштату је досад откривено шест нових хемијских елемената.

## Историја
Име Дармштат појављује се крајем 11. века као Дармундештат. Дословце преведено име града би значило цревни град. Дармшат је 1330. добио повељу од цара Светог римског царства Лудвига Баварског као град грофова Каценелнбоген. Када су грофови 1479. остали без наследника град је постао део Хесена и био је седиште владајућих ландгрофова (1567—1806), а после тога до 1918. владали су војводе од Хесена. Град је у 19. веку растао, тако да се од 10.000 становника почетком 19. века дошло до 72.000 становника. У граду је 1877. основана политехничка школа, која је касније прерасла у Технички универзитет.
Почетком 20. века Дармштат је био значајан центар уметничког покрета познатог као Југендстил, немачке варијанте Арт Нуво. Годишња архитектонска такмичења довела су до градње многих архитектонских вредности у том периоду. Током тога периода у Дармштату је немачки хемичар Антон Колиш је радећи за фармацеутску компанију Мерк први синтетизовао МДМА (екстази). Дармштат је био први град у Немачкој који је присилио Јевреје да затворе своје радње почетком 1933, кратко након доласка Хитлера на власт. Тад је то затварање радњи трајало само један дан. Преко 3.000 Јевреја из Дармштата је 1942. послано у концентрациони логор, где је већина њих убијена. Прво савезничко бомбардовање Дармштата било је 30. јула 1940. Стари град Дармштат је уништен у савезничком бомбардовању 11. септембра 1944. У том нападу убијено је између 11.000 и 12.500 становника. Укупно је било 35 бомбардовања, а 66.000 до 70.000 становника остало је без крова над главом.
У 19. и 20. веку у граду је било много технолошких компанија и истраживачких института, а од 1997. промовише се као град науке. Познат је по центру високих технологија недалеко од франкфуртског аеродрома. Значајне су активности у истраживању свемира. Ту је Европски центар за свемирска истраживања. Значајна су истраживања у хемији, фармацији, информационим технологијама, биотехнологији и телекомуникацијама. Технички универзитет Дармштат је један од значајних техничких института у Немачкој и веома је познат по истраживањима.

## Грађевине и атракције
- Војводска палата се налази у центру града. Најпре је била седиште грофова од Хесена-Дармштата, а касније великих војвода од Хесена
- дворац Франкенштајн на Лангенбергу је дворац грофова од Хесена-Дармштата. Потиче из 13. века. Грофови су га добили 1662. Пре него што је написала роман о Франкенштајну Мери Шели је прошла кроз то подручје, па је могуће да је по имену дворца узела име за лик из свог романа.
- Шумска спирала (Валдспирале  ) је комплекс грађевина за становање, које је изградио Фриденсрајх Хундертвасер. Грађене су од 1998. до 2000. Представаљају сурреалне зграде, међународно познате по готово апсолутном одбацивању правоугаоних облика, све до тога да сваки прозор има различит облик.
- Лујзенплац је највећи трг и чини центар града. Данас је окружен модерним грађевинама. На средини трга се налази 33 метра високи ступ изграђен 1844, на коме је статуа Лудвига I, првог војводе од Хесена

## Технологија
У граду се налази Дармштатов технолошки универзитет и Дарштатов универзитет за примењене науке.
Чувен је по Институту за тешкојонска истраживања (ГСИ). Ту су откривени многи нови елементи. У Дармштату су откривени следећи хемијски елементи
- мајтнеријум, атомски број 109 (1982)
- хасијум, атомски број 108 (1984)
- дармштатијум, атомски број 110 (1994)
- рендгенијум, атомски број 111 (1994)
- коперницијум, атомски број 112 (1996)

Дармштатијум је 2003. именован по граду Дармштату.
Центар за европска свемирска истраживања (ЕСОК) Европске свемирске агенције налази се у Дармштату. Дармштат је и центар фармацеутске и хемијске индустрије, тако да Мерк, Рем и Шенк Ротек имају ту главне фабрике.

## Географија
Општина се налази на надморској висини од 144 метра. Површина општине износи 122,1 km². У самом мјесту је, према процјени из 2010. године, живјело 142.310 становника. Просјечна густина становништва износи 1.166 становника/km². Посједује регионалну шифру (AGS) 6411000.

## Међународна сарадња
| Мјесто     | Држава               | Врста сарадње | Од    |
| ---------- | -------------------- | ------------- | ----- |
| Трондхајм  | Норвешка             | партнерство   | 1968. |
| Либау      | Летонија             | партнерство   | 1993. |
| Бреша      | Италија              | партнерство   | 1991. |
| Сегедин    | Мађарска             | партнерство   | 1990. |
| Ђенк       | Мађарска             | партнерство   | 1990. |
| Честерфилд | Уједињено Краљевство | партнерство   | 1959. |
| Троа       | Француска            | партнерство   | 1958. |
| Ужгород    | Украјина             | партнерство   | 1992. |
| Логроњо    | Шпанија              | партнерство   | 2002. |
| Бурса      | Турска               | партнерство   | 1971. |
|            | Швајцарска           | партнерство   | 1991. |
| Плоцк      | Пољска               | партнерство   | 1988. |
| Грац       | Аустрија             | партнерство   | 1968. |
| Алкмар     | Холандија            | партнерство   | 1958. |
| Извор      |                      |               |       |

### Значајне институције
- Fraunhofer Society institutes
  - Fraunhofer Institute for Computer Graphics
  - Fraunhofer Institute for Secure Information Technology
  - Fraunhofer Institute for Integrated Publication and Information Systems
  - Fraunhofer Institute for Structural Durability
- Deutsche Akademie für Sprache und Dichtung
- Gesellschaft für Schwerionenforschung
- European Space Operations Centre (ESOC)
- European Organisation for the Exploitation of Meteorological Satellites (EUMETSAT)